# Julien Candelon
Pour les articles homonymes, voir Candelon.

a Compétitions nationales et continentales officielles uniquement.

b Matchs officiels uniquement.
Dernière mise à jour le 12 juin 2017.
Julien Candelon, né le 8 juillet 1980 à Agen, est un joueur français de rugby à XV et de rugby à sept. Il compte plusieurs sélections en équipe de France à XV ainsi qu'en équipe de France à sept.

## Biographie
D'abord joueur de rugby à XV, il commence le rugby à Tournon d’Agenais à l’âge de huit ans, puis y fera toute son école de rugby. En 1995 pour sa 1re année cadet il quitte son club formateur pour le CAV de Villeneuve-sur-Lot où il ne restera qu’une saison. Sa deuxième année cadet se fera au SU Agen pendant la saison 1996-1997. Pour des raisons scolaires, il quitte Agen pour Toulouse puis s'engage au Stade toulousain en 1997 où il restera jusqu’en 2003 après avoir joué dans les catégories Crabos, Reichel, espoirs (aspirant au centre de formation). En 2003 il signe son 1er contrat professionnel au RC Narbonne où commence sa carrière professionnelle en Top 16 puis Top 14, il joue avec l'équipe de France A pour le Tournoi des 6 Nations 2005 puis participe à la tournée en Afrique du Sud et en Australie l'équipe de France à XV en 2005. Il participe aux tournois de Paris et Londres avec l’équipe de France à sept en 2006.
Il quitte Narbonne en 2007 et s’engage avec l'USA Perpignan au poste d'ailier.
En mars 2009, il est invité avec les Barbarians français pour jouer un match contre le XV du président, sélection de joueurs étrangers évoluant en France, au stade Ernest-Wallon à Toulouse. Les Baa-Baas s'inclinent 26 à 33.
En 2012, il rejoint l'équipe de France de rugby à sept. Il met un terme à sa carrière de joueur en 2017.
Il est consultant pour BeIn Sports, notamment lors des week-ends de Champions Cup et Challenge Cup ainsi que du Pro14 et des tests d'automne des équipes britanniques.
Lors de la rentrée 2017, il s'inscrit à la formation de manager général de club sportif dispensée par le Centre de droit et d'économie du sport de Limoges. Il devient ensuite « team manager » des équipes de France de rugby à sept. Il s'occupe de la logistique et de la coordination entre l’administratif et le sportif pour les trois équipes de France à sept masculines.

## Carrière de joueur

### En club
- 1988-1995 : US Tournon d'Agenais
- 1995-1996 : CA Villeneuve-sur-Lot
- 1996-1997 : SU Agen
- 1997-2003 : Stade toulousain
- 2003-2007 : RC Narbonne 85 matchs (Top 16, Top 14, Challenge européen)
- 2007-2012 : USA Perpignan 102 matchs (Top 14, Coupe d’Europe, Challenge européen)
- 2012-2017 : sous contrat fédéral avec la Fédération française de rugby

| Saison              | Club                | Compétition           | Matchs | Points | Essais | Transf. | Drops | Pénal. | Cartons jaunes | Cartons rouges |
| ------------------- | ------------------- | --------------------- | ------ | ------ | ------ | ------- | ----- | ------ | -------------- | -------------- |
| 2003-2004           | RC Narbonne         | Championnat de France | 13     | 55     | 11     | 0       | 0     | 0      | 0              | 0              |
| 2004-2005           | RC Narbonne         | Championnat de France | 27     | 60     | 12     | 0       | 0     | 0      | 1              | 0              |
| 2005-2006           | RC Narbonne         | Championnat de France | 18     | 15     | 3      | 0       | 0     | 0      | 1              | 0              |
| 2005-2006           | RC Narbonne         | Challenge européen    | 1      | 5      | 1      | 0       | 0     | 0      | 0              | 0              |
| 2006-2007           | RC Narbonne         | Championnat de France | 22     | 60     | 12     | 0       | 0     | 0      | 0              | 0              |
| 2006-2007           | RC Narbonne         | Challenge européen    | 4      | 5      | 1      | 0       | 0     | 0      | 0              | 0              |
| Total RC Narbonne   | Total RC Narbonne   | Total RC Narbonne     | 85     | 200    | 40     | 0       | 0     | 0      | 2              | 0              |
| 2007-2008           | USA Perpignan       | Championnat de France | 18     | 10     | 2      | 0       | 0     | 0      | 0              | 0              |
| 2007-2008           | USA Perpignan       | Coupe d'Europe        | 3      | 0      | 0      | 0       | 0     | 0      | 0              | 0              |
| 2008-2009           | USA Perpignan       | Championnat de France | 20     | 45     | 9      | 0       | 0     | 0      | 0              | 0              |
| 2008-2009           | USA Perpignan       | Coupe d'Europe        | 5      | 0      | 0      | 0       | 0     | 0      | 0              | 0              |
| 2009-2010           | USA Perpignan       | Championnat de France | 15     | 5      | 1      | 0       | 0     | 0      | 0              | 0              |
| 2009-2010           | USA Perpignan       | Coupe d'Europe        | 2      | 0      | 0      | 0       | 0     | 0      | 0              | 0              |
| 2010-2011           | USA Perpignan       | Championnat de France | 21     | 30     | 6      | 0       | 0     | 0      | 0              | 0              |
| 2010-2011           | USA Perpignan       | Coupe d'Europe        | 7      | 15     | 3      | 0       | 0     | 0      | 1              | 0              |
| 2011-2012           | USA Perpignan       | Championnat de France | 8      | 10     | 2      | 0       | 0     | 0      | 0              | 0              |
| 2011-2012           | USA Perpignan       | Amlin Challenge Cup   | 3      | 5      | 1      | 0       | 0     | 0      | 0              | 0              |
| Total USA Perpignan | Total USA Perpignan | Total USA Perpignan   | 102    | 120    | 24     | 0       | 0     | 0      | 1              | 0              |

### En équipe nationale
- En rugby à XV, il a disputé son premier test match le 18 juin 2005 contre l'équipe d'Afrique du Sud à Durban avec un essai à la clé. Deux semaines après c’est face à l’Australie à Brisbane qu’il honore sa deuxième cape, avec un essai marqué.
- Il rejoint l'équipe de France de rugby à sept en 2012. Avec qui il dispute 43 tournois World Sevens Series (114 essais), 8 tournois GPS Rugby Europe (40 essais), la Coupe du monde à Moscou 2013 (1 essai) les Jeux olympiques de Rio 2016 (1 essai).

## Palmarès

### En club
Avec le Stade toulousain
- Championnat de France Crabos :
  - Champion (1) : 1999
- Championnat de France espoirs :
  - Champion (1) : 2003

Avec l'USA Perpignan
- Top 14 :
  - Champion (1) : 2009

### En équipe nationale
En rugby à XV
- 2 sélections (tournée 2005 Afrique du Sud et Australie)
- 2 essais
- International France A (3 sélections & 2 essais en 2005 contre Angleterre A, Irlande A et Italie A)

En rugby à sept
- International de rugby à sept 2012-2017 : 53 tournois (séries mondiales, championnat d'Europe) 156 essais
- 3e au championnat d'Europe à sept en 2012
- 5e à la coupe du Monde à sept en 2013
- Vice-champion d'Europe à sept en 2013
- Champion d'Europe à sept en 2014
- Champion d'Europe à sept en 2015
- 7e aux Jeux olympiques 2016

## Carrière d'entraîneur
- 2011-2012 : intervenant Juniors Céret Sportif (CS)
- 2013-2014 : entraîneur des Juniors de Rueil AC